# Narodni park
Narodni park je zaščiteno geografsko območje neke države, za katero veljajo zakonski odloki o celovitem varstvu narave.
Narodni park je obsežno zaokroženo naravno območje, ki ima z vidika varstva narave največjo vrednost. Narodni park tvorijo prvobitna območja z ekosistemi in naravnimi znamenitostmi izjemnega pomena. Vloga narodnega parka je predvsem ohranjanje in proučevanje naravnih ekosistemov, predstavlja pa tudi prostor, kjer človek najde duhovno in telesno sprostitev. V narodnem parku je uveljavljen strožji varstveni režim za osrednja območja in nekaj blažji varstveni režim za obrobje.

## Zgodovina
Narodni park je le ena od številnih oblik varovanja narave. Zavarovati naravno krajino pred človeškimi posegi in jo ohraniti nedotaknjeno so najprej uresničili v ZDA, leta 1872. Takrat je ameriški kongres sklenil, da se območje Yellowstona zavaruje pred vsakršnim izkoriščanjem. Ker je izbrano območje postalo državna last in je pripadlo vsem državljanom, je dobilo ime narodni park.
Švedska je kot prva evropska država še pred 1. svetovno vojno ustanovila leta 1909 devet narodnih parkov. V Alpah pa je bila prva Švica, ki je leta 1914 ustanovila Švicarski narodni park.
Slovenci smo svoj edini narodni park Triglavski narodni park dobili leta 1961 (ki ne ustreza kategoriji IUCN II. Narodni park), ko so razglasili Dolino Triglavskih jezer za Triglavski narodni park (velikost 2000 ha). Leta 1981 pa je Zakon o Triglavskem narodnem parku razširil območje na 84805 ha. Kasneje je bil nekoliko zmanjšan (za ok. 1000 ha.)

## Standardi IUCN in dogovori
Svetovna zveza za varstvo narave (IUCN) je zapisala standarde, dogovore in predpise o pomenu in namenu narodnega parka - o tem kako in kdaj se lahko ustanovi narodni park. Status narodnega parka imajo lahko le območja, ki ustrezajo II. kategoriji IUCN-ja.

### Definicija
Leta 1969 je IUCN opredelila narodni park kot relativno veliko območje in ima sledeče karakteristike:
- En ali več ekosistemov, ki niso spremenjeni zaradi človekovega izkoriščanja in poseljevanja; kjer imajo rastlinske in živalske vrste, geomorfološka najdišča in habitati posebni znanstveni, izobraževalni in rekreativni pomen ali pa vsebujejo naravno območje izredne lepote.
- Najvišja pristojna avtoriteta v državi je uvedla korake pri zaščiti ali preprečevanju izkoriščanja ali poseljevanja kakor hitro je bilo to mogoče za celotno območje in efektivno uveljavlja upoštevanje ekoloških, geomorfoloških ali estetskih posebnostih, ki so vodile k nastanku parka.
- Obiskovalci imajo pod posebnimi pogoji dovoljen vstop za namene oddiha, izobraževanja, kulture in rekreacije.

Leta 1971 so te kriterije razširili zaradi bolj jasnih izhodišč za primerjavo pri ocenjevanju narodnih parkov. Ti vključujejo:
- Minimalna velikost 1.000 hektarov znotraj cone znaotraj kater ima zaščita narave prednost
- Proračun in število osebja mora zagotavljati zanesljivo zaščito
- Prepoved izkoriščanja naravnih virov.

V nekaterih državah, vključno z Indonezijo, Nizozemsko in VB, narodni parki ne ustrezajo IUCN definiciji, medtem ko nekateri parki ustrezajo IUCN kategoriji pa niso razglašeni za narodni park.

### Dolžnosti upravljavca
- zaščita naravnih in pokrajinskih območij narodnega in mednarodnega pomena za duhovno, znanstveno, izobraževalno, rekreacijsko ali turistično dejavnost;
- ohranitev v čim boljšem naravnem stanju, kot je le mogoče, značilne primere terena, biotskih združb, genetskih bogastev in živalskih in rastlinskih vrst, z namenom zagotovitve ekološke stabilnosti in raznolikosti;
- omogočiti obiskovalcem izvajanje duhovne, izobraževalne, kulturne in rekreacijske dejavnosti na nivoju, ki ohranja območje v naravnem stanju;
- odstranjuje in tudi preprečuje izkoriščanje ali naseljevanje, ki je škodljivo glede na namen zavarovanja;
- ohranjuje spoštovanje do ekoloških, geomorfoloških, verskih ali estetičnih lastnosti, ki zagotavljajo cilje zavarovanja;
- upoštevati potrebe lokalnih prebivalcev (vključujoč rabo zemljišč v takšni meri) ki ni v nasprotju z ostalimi dolžnostmi upravljavca.

### Izbira območja
Območje mora vsebovati tipične primere naravne krajine, značilnosti ali pokrajine, kjer so velikega pomena določene vrste rastlin in živali, habitatov, geomorfoloških krajev ali pokrajin. Območje mora biti dovolj veliko da vsebuje enega ali več ekosistemov, katere ne spreminjajo trenutne dejavnosti človeka (poseljevanje ali izkoriščanje).

### Lastništvo
Lastništvo in upravljanje naj bi običajno bilo pod okriljem vlade. Kakorkoli, vlada lahko podeli upravljanje in lastništvo drugim organizacijam, ki skrbijo za dolgotrajno ohranitev zavarovanega območja.